# Matalaché
Matalaché es una novela del escritor peruano Enrique López Albújar, publicada en 1928. Es la historia de amor de un esclavo mulato y la hija de un hacendado piurano, que termina trágicamente.

## Argumento
Matalaché es una novela histórica ambientada en 1816, en una hacienda situada a las afueras de Piura, llamada La Tina, propiedad del criollo Juan Francisco de los Ríos. Allí, un grupo de esclavos negros trabajan en la fabricación de jabones y en la curtiembre. Los protagonistas de la novela son María Luz, la joven y bella hija del hacendado, y el esclavo mulato José Manuel Sojo, apodado Matalaché. María Luz se enamora de José Manuel, de su físico imponente y su habilidad artística, pero sobre todo por la calidad humana que demuestra, pese a ser un esclavo. Pero el amor de la pareja acaba trágicamente cuando el hacendado se entera de que su hija está esperando un hijo de Matalaché. Juan Francisco, hasta entonces descrito como un patrón bondadoso con sus esclavos, muestra entonces su verdadera naturaleza, condenando a Matalaché a un suplicio horrendo: ser arrojado vivo a una tina de jabón hirviente.

## Contexto histórico
La historia se ubica en el año 1816, en Piura, en plena época colonial y bajo el estallido de la guerra por la independencia del Perú. Se aluden a varios episodios históricos contemporáneos, como la Expedición Brown y la llegada a Lima del Regimiento Talavera. Se describe el clasismo imperante en ese entonces y la esclavitud de los negros en las haciendas costeñas.
No se trata de una novela de amor “binomio” que gire en torno a dos personajes, sino que abarca un conjunto de personajes completos y reales, que giran en torno a los problemas suscitados en las haciendas de Piura, al norte del Perú. El autor confesó en una ocasión que su narrativa se basaba en hechos reales:

Mi obra casi siempre la he basado en hechos reales; por supuesto que la fantasía y un poco de imaginación nunca pueden faltar en una novela o en un cuento; pero mi interés por el pueblo me llevó a narrar temas de lo que sucedía  a mi alrededor.

## Personajes

### Principales
- José Manuel Sojo, alias Matalaché, esclavo mulato, que es descrito como de buen porte, de musculatura recia y muy dado a las conquistas amorosas. Su primer patrón, el señor de Sojo, del que se presumía que era su padre, lo había criado como a un blanco, de modo que sabía leer, escribir, contar y hacer trabajos artesanales. Otra de sus virtudes era tocar la guitarra e improvisar canciones. Se consideraba superior al resto de los esclavos, decía tener orgullo, no se quedaba callado ante las injusticias y simpatizaba por las ideas separatistas, en plena época de la emancipación. Los demás esclavos no lo miraban bien y lo consideraban un renegado.
- María Luz, la hija única del hacendado de La Tina. Desde los diez años había vivido en Lima, junto con unos familiares, hasta que en 1816, a raíz de la amenaza insurgente, es enviada de vuelta a Piura, junto a su padre. Tiene unos 18 años. Es descrita como muy bella, de cuerpo muy sensual, de cabellos rubios y ojos claros. Joven y llena de vitalidad, está justamente en la edad en la que las mujeres se hallan en la cima del ardor sexual y deseosas de experimentar lo prohibido.

### Secundarios
- Juan Francisco de los Ríos, hacendado de Piura, propietario de La Tina, una hacienda donde se fabricaba jabón y se hacían curtiembres. Viudo, es el padre de María Luz.
- Casilda, esclava negra de edad madura, es la antigua nodriza de María Luz.
- Rita, la esclava del servicio doméstico de María Luz, antigua criada de Baltasar Rejón y Meneses. Es una mulata joven y muy atractiva.
- Baltasar Rejón de Meneses, hacendado piurano, amigo de Juan Francisco.
- Misia Jesusa, esposa de Baltasar.
- Miguel Jerónimo Seminario y Jaimes, hacendado piurano.
- El cura Sota, muy hablador y aficionado a la comida.
- Nicanor de los Santos Seminario, alias Mano de Plata, negro guitarrista.
- La enfermera Ña Martina, del servicio doméstico de La Tina.
- El negro Congo, que trabajaba en el molino y que canturreaba una copla indecente.
- El marqués de Salinas, antiguo patrón de Matalaché.
- El señor de Sojo, hacendado piurano, supuesto padre de Matalaché.
- Antuco, mayordomo de La Tina.

## Significado del apodoMatalaché
Antes de la llegada de María Luz a La Tina, José Manuel era el garañón o semental de la región. Los hacendados solían enviarle a sus criadas para que se aparearan con él. De esa manera buscaban, por un lado, que nacieran esclavos de iguales características físicas; por otro, tener a su disposición de buenas nodrizas. El cuarto donde se producía ese ayuntamiento era conocido como el “empreñadero”. Ello originó un estribillo burlesco que cantaban los demás esclavos, aludiendo a ese acto sexual:

Cógela, cógela, José Manué,
mátala, mátala, mátala, che.

De esa tonada se originó el apodo de Matalaché.

## Resumen por capítulos
1. Un favor, signo de los tiempos.- Empieza con la visita de Baltasar Rejón de Meneses a Juan Francisco de los Ríos, el dueño de La Tina (Piura), a quien pide un peculiar favor: que permita que su esclava Rita se aparee con su esclavo José Manuel alias Matalaché, famoso garañón de la región. Al parecer, la esposa de Baltasar, temerosa de que su marido se enredase con la muy atractiva Rita, le había pedido que se deshaga de ella.[6]
2. La Tina.- Describe La Tina, la fábrica de jabón y curtiembre, propiedad de Juan Francisco, donde un grupo de esclavos negros, dirigidos por el capataz Matalaché trabajan muy rudamente. La Tina se hallaba en las afueras de la ciudad de Piura y era un caserón enorme y fortificado. Juan Francisco la había adquirido hacía poco, mejorando su producción.[7]
3. Una llegada intempestiva.- Inesperadamente, llega a La Tina la hija de Juan Francisco, la joven María Luz, enviada por sus familiares desde Lima por temor del avance de la insurgencia patriota. A María Luz se la describe como muy bella, de cabellos rubios y ojos claros, y llena de la vitalidad propia de la primera juventud. La esclava Rita es puesta a su servicio.[8]
4. El sol piurano.- El sol cae a plomo sobre los seres y deja en ellos su sello. María Luz, que había crecido en una ciudad grande como Lima, no estaba acostumbrada a vivir encerrada, pero debe al fin adaptarse a La Tina. Una vez, desde la ventana de su habitación, situada en un altillo, ve a un esclavo distinto al resto, de porte casi señorial. Casilda, su ama negra que la criara desde niña, le dice que es el capataz, un mulato llamado José Manuel, que tenía un físico imponente y una fama de Don Juan. Le cuenta también la costumbre que tenían los hacendados de la región, de enviar a sus esclavas para que tuvieran relaciones sexuales con José Manuel; así, según ellos, se procuraba una buena descendencia de esclavos; además, las mismas amas consentían en enviar a sus criadas, para que una vez convertidas en madres sirvieran de nodrizas. María Luz se escandaliza con esas costumbres y más aún cuando Casilda le dice que ella era la que “preparaba” a las esclavas para que recibieran a José Manuel. Pero se tranquiliza cuando se entera de que el patrón había puesto fin a esas prácticas.[9]
5. Un paseo por la fábrica.- María Luz visita los diferentes ambientes de la fábrica, acompañado de Casilda. Nota que los esclavos la miran con deseo, lo que le incomoda y comenta que su padre debería darles mujer para que hagan familia. Un cuarto que permanecía cerrado llama la atención a María Luz; la Casilda le explica que es el “empreñadero”, el lugar donde Matalaché yacía con las esclavas de la región. También escucha María Luz un estribillo insolente canturreado por uno de los negros que trabajaban en el molino, que aludía a ese acto sexual.[10]
6. La siesta.- Aparece María Luz, desnuda en la cama, tomando una siesta en la tarde calurosa de Piura. Ese era el instante propicio para desarrollar los pensamientos voluptuosos. Terminada la siesta, María Luz llama a Rita para que la vista; ella le cuenta que estaba comprometida con alguien a quien quería un pulpero a quien llama su “chapetoncito”. Le narra también su encuentro con Matalaché en la noche en que fue al “empreñadero”. Contra lo esperado, el mulato no se había aprovechado de ella. Para María Luz fue como una revelación, sobre la calidad humana de Matalaché.[11]
7. El milagro de María Luz.- La llegada de María Luz a La Tina tuvo un efecto: un sentimiento de humanización comenzó a extenderse por todos los ámbitos de aquel caserón. El patrón empieza a tratar más humanamente a sus esclavos; estos también trabajan más felices y las esclavas se desviven por atender a la “amita” María Luz, especialmente la Casilda, que para ella era como su hija.[12]
8. Matalaché.- Narra la historia de Matalaché, esclavo mulato, del que se presumía que era hijo del señor de Sojo, un hacendado piurano, que lo habría tenido en una de sus esclavas. Debido a ello fue criado como blanco, aprendió a leer y escribir y se encargó de las labores de contabilidad. Pero al morir su padre y cambiar de dueño la hacienda, fue puesto a realizar labores propias de los esclavos. No obstante, él se consideraba superior a estos y expresaba incluso su simpatía por las ideas patriotas y separatistas. Una vez tuvo una pelea con el mayordomo, por lo que su amo, temeroso de que soliviantara a los demás esclavos, decidió venderlo a La Tina, donde lo halló Juan Francisco cuando adquirió esa fábrica.[13]
9. Unos pies divinos y unas manos hábiles.- María, al registrar el oratorio o capilla de la hacienda, la encuentra en estado ruinoso y decide renovarlo. Enterada de que Matalaché era un experto artesano, le llama a su habitación, para encargarle que haga los frontales de cuero del oratorio. María Luz, curiosa, le interroga sobre sus habilidades de artesano. Matalaché le dice que es también herrero, carpintero y zapatero. María Luz le pide entonces que le haga unas zapatillas.  Matalaché le toma las medidas de los pies, extasiado de poder tocar a quien consideraba una mujer inalcanzable. Ignora sin embargo, que ella también empezaba a sentirse fascinada por él.[14]
10. El cuarto de hora precursor.- María Luz y Casilda dan un paseo por el campo. Conversan sobre Matalaché, a quien todas las noches escuchaban tocar su guitarra de manera triste, cantando sobre un amor inalcanzable. Casilda cree que se refiere a la Rita, pero María Luz le dice que es a ella a quien cantaba el mulato; ella, María Luz, era el amor inalcanzable del mulato; y no solo eso, sino que le confiesa que ella estaba dispuesta a corresponderle. Casilda, anonada por tal revelación, no le cree, y se espanta más cuando María Luz le comenta sobre un plan que tenía, de llamar a Matalaché a su habitación haciéndose pasar por la Rita. Pero María Luz calma a Casilda diciendo que solo era una imaginación que tenía, aunque el tiempo diría si lo cumpliría o no.[15]
11. Promesas cumplidas.- Cumplido el plazo, Matalaché entrega a María Luz los frontales del oratorio y las zapatillas. Todo ello estaba hecho de manera primorosa; en las zapatillas el mulato había diseñado un cupido con un corazón sangrante; María Luz cree que de esa manera Matalaché le expresaba su amor.[16]
12. Una apuesta original.-  A la inauguración del oratorio de La Tina, llegan de visita varias personalidades de Piura. El más locuaz es el cura Sota, quien promueve una apuesta original entre Juan Francisco y Miguel Jerónimo Seminario. Cada uno de ellos decía tener al mejor guitarrista de la región: Juan Francisco a José Manuel, alias Matalaché, y Miguel Jerónimo a Nicanor, alias Mano de Plata. Proponen un duelo musical entre ambos, y que el perdedor pase a poder del amo del ganador.[17]
13. Un corazón que se abre y una puerta que se cierra.- María Luz, ante el temor de no volver a ver a José Manuel, decide llevar a cabo su plan: se hace pasar por Rita e invita al mulato a venir a su cuarto, durante la noche. Debido a la oscuridad, José Manuel no reconoce a María Luz y cree que es Rita, y le advierte que no la tocará por respeto, ya que ella estaba comprometida. Pero al poco rato María Luz se descubre y entonces ambos confiesan su amor. María Luz ordena José Manuel que cierre la puerta. Y así se entregan a su pasión amorosa.[18]
14. Un día solemne, una fiesta brillante y una mano perdida.- El día fijado para el duelo entre Nicanor y Matalaché llegan a La Tina los miembros de la alta sociedad piurana, así como los jueces del certamen. El duelo consistía no solo en tocar la guitarra y cantar canciones populares, sino en improvisar, al estilo de los payadores argentinos. Nicanor, ya maduro, pierde ante un joven y talentoso Matalaché, y se corta la mano, para no volver a tocar la guitarra.[19]
15. La tentación.- Aparece María Luz en cama, muy enferma; confiesa a su enfermera Martina que está embarazada y que desea morirse. Su padre, Juan Francisco, presiente algo; interroga a los esclavos (entre ellos al negro que canturreaba la copla indecente) y se entera de la terrible verdad.[20]
16. El último jabón de La Tina.- Matalaché es llevado ante la presencia de Juan Francisco, quien ordena que lo arrojen a una de las depósitos de jabón hirviente de La Tina. Días después la fábrica es puesta en venta.[21]

## Valoración
El autor acertó en recrear las injusticias que conllevan la esclavitud, describiendo una serie de hechos sobrecogedores, todos, a decir del autor, con fundamento histórico. De ese modo, su obra es una denuncia de la esclavitud, aunque fuera escrita unos 70 años después de la abolición de la misma en el Perú. También denuncia la discriminación sexual, retratada en el episodio de la esclava Rita y en la falta de decisión propia a la que está sometida María Luz. El autor propone la tesis de que solo la pasión amorosa puede sobrepasar las barreras de las diferencias sociales y raciales.
Por primera vez en la literatura peruana se concede importancia al personaje afroperuano, si exceptuamos algunas de las tradiciones de Ricardo Palma. Es así la primera novela negrista del Perú.
Sin embargo, en el aspecto formal se han hecho algunas críticas. Se ha reprochado que el autor escribiera esta novela siguiendo el estilo realista propio del siglo XIX, cuando ya para la época en que se publicó (1928) se estaban renovando a nivel mundial los viejos cánones literarios. El mismo autor llamaba a su novela como retaguardista, en contraposición del vanguardismo que entonces eclosionaba en el Perú (no está demás recordar que en ese mismo año, se publicaba La casa de cartón, primera obra peruana en prosa vanguardista, escrita por Martín Adán). 
También se señalan episodios y personajes poco desarrollados, diálogos inverosímiles (como el de María Luz y Matalaché en el cuarto oscuro, o el de Juan Francisco y Matalaché al final de la novela) y un final muy apresurado.

## Adaptación televisiva
En agosto de 1988, fue llevada a la televisión a través de las ondas de Frecuencia 2, en formato de miniserie. Los elegidos para encarnar a los protagonistas fueron Rafael Cabrera, en el papel de José Manuel; y Erika Stockholm, en el papel de María Luz.